# Dmitri Bulykin
Dmitri Olegovich Bulykin - em russo, Дмитрий Олегович Булыкин (Moscou, 20 de novembro de 1979) é um futebolista russo que atua como atacante. Atualmente, defende o Twente.
Nascido em Moscou, Bulykin defenderia as três grandes equipes da capital russa. O primeiro seria o Lokomotiv Moscou, onde chegaria com seis anos e permaneceria durante cinco. Passaria outros quatro anos numa pequena equipe local antes de passar a defender o CSKA Moscou. Porém, neste último ficaria apenas dois anos, quando retornou ao Lokomotiv e passou a frequentar a equipe principal. Por fim, defenderia a terceira grande equipe moscovita: o Dínamo Moscou, no qual mais se identificaria.
No Dínamo, onde chegou após se destacar no rival Lokomotiv, faria grande sucesso durante suas quatro primeiras temporadas. Tal sucesso lhe renderia suas únicas oportunidades na Seleção Russa, a qual defenderia em quinze oportunidades, deixando sua marca sete vezes. Também participaria da Eurocopa 2004. Sua passagem de sucesso no Dínamo começaria a terminar no mesmo ano do torneio europeu, quando começou a demonstrar desejo de se transferir para uma equipe estrangeira. Teria passado alguns dias treinando no Everton e Portsmouth, mas acabaria não conseguindo assinar contrato por conta do visto de trabalho e desacordos na negociação, respectivamente.
A partir de então, mesmo tendo troca de treinadores no Dínamo durante o período, defenderia a equipe principal nas três temporadas seguintes apenas dezoito vezes. Seria liberado para assinar com Bayer Leverkusen em 2007. Porém, em sua única temporada na equipe, acabaria tendo um desempenho abaixo do esperado, tendo como única "conquista" o recorde de cartão amarelo mais rápido na história do campeonato (12 segundos). Por conta disso, não teve seu contrato renovado com a equipe. 
Em seguida, tentou melhorar seu desempenho no futebol belga, tendo assinado com o Anderlecht. Mesmo no futebol belga não conseguiria atuações destacadas do tempo do Dínamo e Lokomotiv. Por conta disso, a direção do Anderlecht resolveu emprestá-lo para tentar retomar sua forma. Acabou retornando ao futebol alemão, mas para defender o Fortuna Düsseldorf, da segunda divisão. Tendo um desempenho inferior a sua passagem pelo Anderlecht, acabaria sendo emprestado novamente, desta vez ao Den Haag, do futebol neerlandês.
Na equipe neerlandesa, conseguiria retomar seu futebol do início da carreira, disputando durante toda a temporada a artilharia do campeonato, mas terminando em segundo, com 21 gols, dois atrás do artilheiro Björn Vleminckx. Ao todo, disputaria 34 partidas na temporada, marcando 23 vezes. Bulykin também seria importante para sua equipe, que após terminar em sétimo no campeonato, conseguiria uma histórica classificação para a Liga Europa da UEFA da temporada seguinte.
Acertou em 31 de agosto de 2011 um contrato de uma temporada com o Ajax. Mesmo com um desempenho satisfatório, tendo contribuido no título neerlandês do Ajax com nove gols em dezenove partidas, não teve seu contrato renovado, deixando o clube ao término da temporada. Bulykin ainda disputou mais quatro partidas em competições europeias, no entanto, não marcou.[carece de fontes?]
Não muito depois, assinou um novo contrato de uma temporada, desta vez com o Twente, tendo opção por renovação automática por mais uma. Bulykin chegou ao Twente para substituir Luuk de Jong, vendido na mesma janela de transferências para o futebol alemão.